# Thapelo Phora
Thapelo Phora (né le 21 novembre 1991) est un athlète sud-africain, spécialiste du 400 m.

Il participe au relais 4 x 400 m lors des Championnats du monde en salle 2016. 
Le 26 mai 2018, il porte son record personnel à 45 s 35 à Oordegem. Quelques semaines plus tard, il court 45 s 14 et remporte la médaille d’argent lors des Championnats d’Afrique 2018 à Asaba.

## Records
| Épreuves  | Épreuves  | Temps         | Lieu          | Date            |
| --------- | --------- | ------------- | ------------- | --------------- |
| 100 m     | Plein air | 10 s 71       | Pretoria      | 28 février 2015 |
| 200 m     | Plein air | 21 s 21       | Potchefstroom | 23 février 2016 |
| 400 m     | Plein air | 45 s 19       | Sasolburg     | 12 avril 2019   |
| 4 × 400 m | Plein air | 3 min 02 s 06 | Doha          | 5 octobre 2019  |
| 4 × 400 m | En salle  | 3 min 08 s 45 | Portland      | 12 avril 2019   |